# Schlacht von Cahul
Aspindza – Nauplia – Orlow-Revolte – Çeşme – Larga – Cahul – Beirut – Patras – Kosludscha – Kertsch

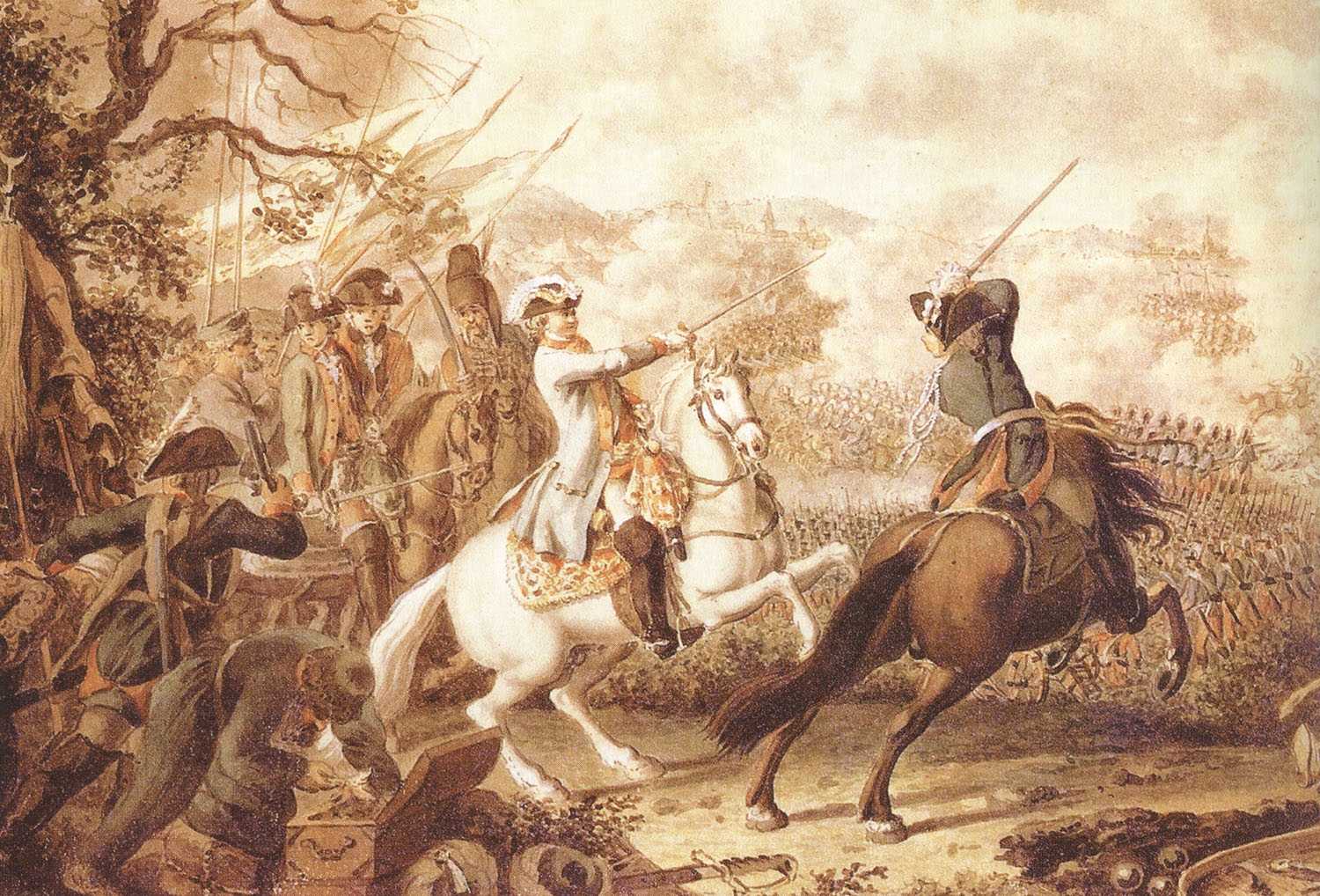
Gemälde von Daniel Chodowiecki

Die Schlacht von Cahul (oder Schlacht von Kagul) war eine der wichtigsten Schlachten des Russisch-Türkischen Krieges von 1768 bis 1774 und eine der größten Schlachten des 18. Jahrhunderts. Sie ereignete sich am 21. Julijul. / 1. August 1770greg. in der Nähe der Stadt Cahul in der heutigen Republik Moldau. Erst eine Woche zuvor hatten die Russen die türkische Armee in der Schlacht an der Larga (18. Juli) besiegt, nachdem sie zwei Wochen zuvor die türkische Flotte in der Seeschlacht von Çeşme beinahe vollständig vernichtet hatten.
Der russische Oberkommandierende Pjotr Rumjanzew stellte seine Truppen, die nur 17.000 Mann zählten, in eine solide Quadratformation auf und ging gegen die verbündete Streitmacht des Osmanischen Reichs und des Krimtatarischen Khanats überraschend in die Offensive. Wesentlichen Anteil an den Erfolg hatte der Stratege Pjotr Melissino. Die osmanische Armee zählte 50.000 Fußsoldaten und ca. 100.000 Kavalleristen. Etwa 30 km vom Schlachtfeld war die 100.000 Mann zählende krimtatarische Armee stationiert.
Der vergleichsweise kleine russische Verband griff die Türken an und schlug sie in die Flucht. Die russischen Verluste beliefen sich auf etwa 1000 Mann, während die Osmanen etwa 20.000 Soldaten auf dem Schlachtfeld verloren. Im Verlauf der Schlacht erbeuteten die Russen 363 türkische Kanonen und überrannten daran anschließend alle größeren Festungen der Region, darunter Ismail, Kilia, Akkerman, Brăila, Isaccea und Bendery.
Im Gedenken an den Sieg befahl Katharina die Große die Errichtung des Kagul-Obelisken in Zarskoje Selo. Friedrich der Große sandte Rumjanzew in einem Brief seine Glückwünsche, wo er den Sieg der zahlenmäßig weit unterlegenen Russen mit den Siegen der alten Römer verglich.